# ジェームズ・アレン・セント＝ジョン

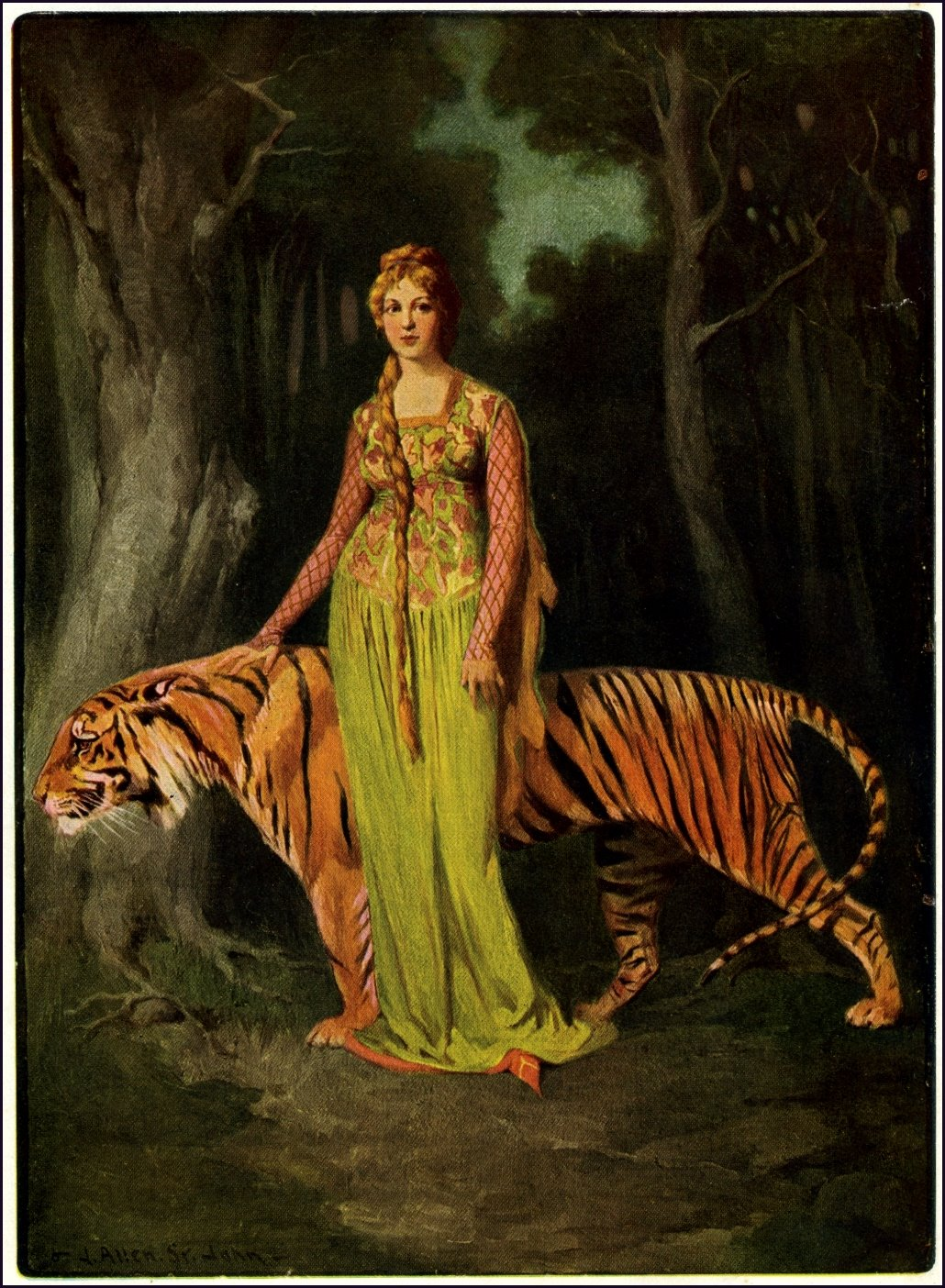
挿絵・小説ともにジェームズ・アレン・セント＝ジョンが手掛けた1905年出版の『プールの中の顔』における口絵。

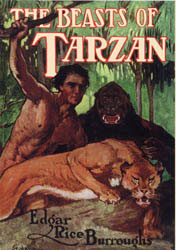
エドガー・ライス・バローズのターザン・シリーズ4作目『ターザンの凱歌』で初めて表紙イラストを手掛けた。

ジェームズ・アレン・セント＝ジョン（英語: J. Allen St. John、1872年10月1日 - 1957年5月23日）は、アメリカ合衆国の作家、芸術家、イラストレーターである。ターザンやペルシダーなどのエドガー・ライス・バローズの小説挿絵を手掛けたことで知られているが、その他にもSF雑誌の表紙など様々な仕事を手掛けた。多数のファンタジー作品やSF雑誌のイラストを手掛けたことから「現代ファンタジーのゴッドファーザー」の異名を持ち、フランク・フラゼッタをはじめ1960年代のファンタジーアーティストに大きな影響を与えた。

## 出生
ジェームズ・アレン・セント＝ジョンは1872年10月1日にシカゴで、医師の父ジョセフス・アレン・セント＝ジョンと母スーザンの下に生まれた。スーザンの父親ヒリアード・ヘリ―は、農場経営の傍らに肖像画家としての活動を行っており、娘に絵の手ほどきをしていた。1880年にスーザンは8歳になるジョンを連れてパリに移り、美術学校でイタリアルネサンス芸術・建築を教育する場として、多くの芸術家達の修練場となっていたエコール・デ・ボザールに通った。母親と共に過ごしたヨーロッパでの暮らしに感化され、ジョンもまた画家を志すようになった。ジョンは読み書きよりも先に絵を描くことを覚えたという。1883年にアメリカに帰国するとマンハッタンに移り、公立学校に通うようになった。父親に画家になることを反対されたジョンは、16歳で卒業するとニューヨークを離れ、叔父の住むカリフォルニアへと引っ越し、母親の知人でロサンゼルスを拠点に活動する画家のユージーン・トーリーに師事し、農作業の傍ら風景画などを描いていた。1891年、19歳になると両親の住むニューヨークへ再び戻り、アート・スチューデンツ・リーグ・オブ・ニューヨークに登録して肖像画や風景画などを手掛けるウィリアム・メリット・チェイスに師事した。
1898年に『ニューヨーク・ヘラルド』に初めて自身の手掛けたイラストが掲載された。この露出により、小説の挿絵などの仕事を依頼されるようになる。ヘラルド紙の他、『デリネーター』『ハーパーズ・マガジン』『レッド・ブック・マガジン』『ウーマンズ・ワールド』『ユースズ・コンパニオン』などの媒体でイラストを手掛けていたようである。1901年、シカゴへ戻る両親と別れニューヨークにアトリエを開いたが、父親が病気で倒れたことがきっかけで1903年にシカゴへと戻った。その後もプロのイラストレーターとして活動していき、1905年に小説もイラストも自身で手掛けた『プールの中の顔』（The Face in the Pool: A Faerie Tale）を出版した。また、同年11月11日にはタイプライターの技術を習得するために通っていた秘書学校で出会ったエレン・メイ・マンガーと結婚した。
1908年から1910年までパリにあるアカデミー・ジュリアンで過ごし、1913年にシカゴに移って以降は亡くなるまでツリースタジオビルの芸術村で生活した。
1915年、エドガー・ライス・バローズの小説『ターザンの復讐』の章見出しイラストを描く仕事をまかされて以降、エドガー・ライス・バローズの小説表紙や挿絵イラストを数多く担当し、その名が広く知られるようになった。バローズはジョンについて「私の想像上の生き物を彼が具現化し、これまでに得た成功に大きな貢献をしてくれた」と賛辞を贈っている。
エドガー・ライス・バローズの小説以外では『アメージング・ストーリーズ』や『ファンタスティック・アドベンチャーズ』といったSF雑誌や、『マジック・カーペット・マガジン』や『ブルー・ブック・マガジン』といったパルプ・マガジンの表紙絵などを手掛けた。
第一次世界大戦、第二次世界大戦はともに年齢の問題により徴兵を免除されたジョンは、1917年にはシカゴ美術館で、1950年代にはアメリカン・アカデミー・オブ・アートで絵画やイラストレーションを教えるようになり、後進の育成に貢献した。
1957年5月23日、シカゴで息を引き取った。

## 作風と影響
ジェームズ・アレン・セント＝ジョンは古典的でダイナミックな構図を好んで採用し、数多くの作品を残した。表紙イラストを含む36作のエドガー・ライス・バローズ小説に携わった他、ロバート・エイムズ・ベネット、レイ・カミングス、オスカー・J・フレンド、エドガー・A・ゲスト、ロバート・J・ホートン、O・A・クライン、クラレンス・E・マルフォード、ケネス・パーキンス、ロバート・ピンカートン、チャールズ・アルデン・セルザー、ジャック・ウィリアムスンら、多数のSF作家の作品にイラストを提供している。また、『アメージング・ストーリーズ』や『ファンタスティック・アドベンチャーズ』をはじめとしたSF雑誌や、『マジック・カーペット・マガジン』、『ブルー・ブック・マガジン』などのパルプ・マガジンに数多くのイラストを提供した。
『スペクトラム』の編集者であるアーニー・フェナーは、1933年4月号の『ウィアード・テイルズ』表紙（ジャック・ウィリアムスンの『Golden Blood』）を例に出し、「アメリカの娯楽における過ぎ去った時代の完璧なシンボルであるだけでなく、時代を超越した美術作品となり得る素晴らしい例だ」と述べている。
SF作家のジェイク・ジャクソンはジョンについて、マックスフィールド・パリッシュらと並んで20世紀初頭を代表するイラストレーターであり、フランク・フラゼッタ、ロイ・クレンケル、ジェフリー・ジョーンズといった芸術家らの作風に影響を与えた他、マーベル・コミックのシルバーサーファーやキャプテン・アメリカといったキャラクターにもその影響が見られると分析している。

## 代表的な作品

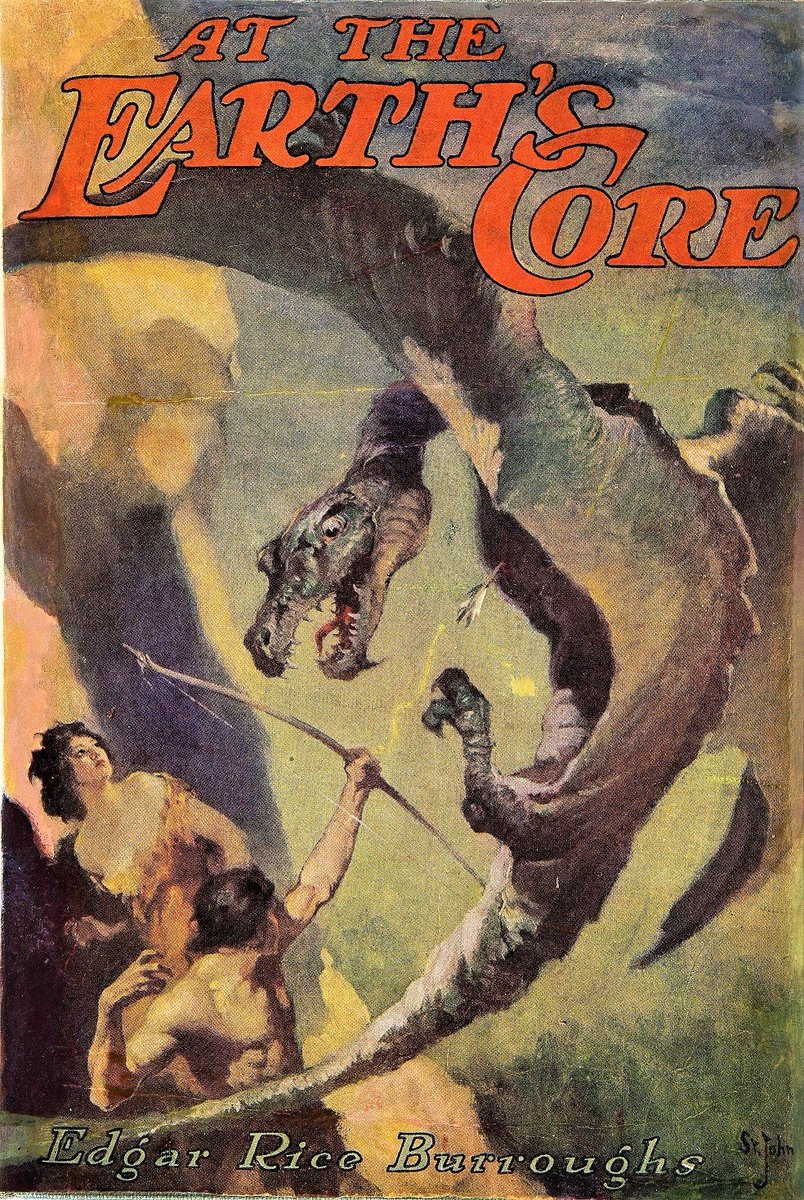
エドガー・ライス・バローズ小説の多くの挿絵を担当。1922年『地底世界ペルシダー』

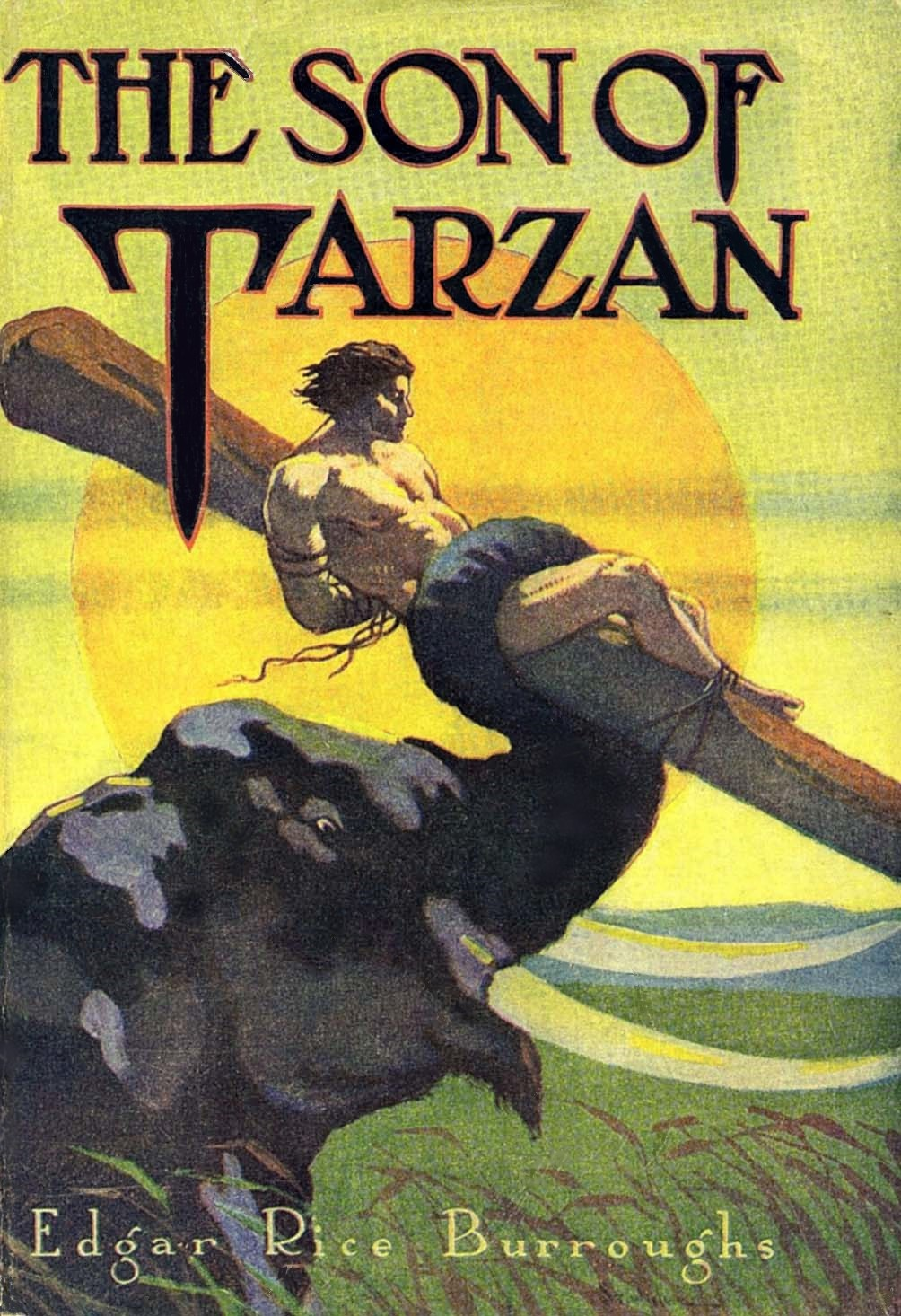
1917年『ターザンの逆襲』

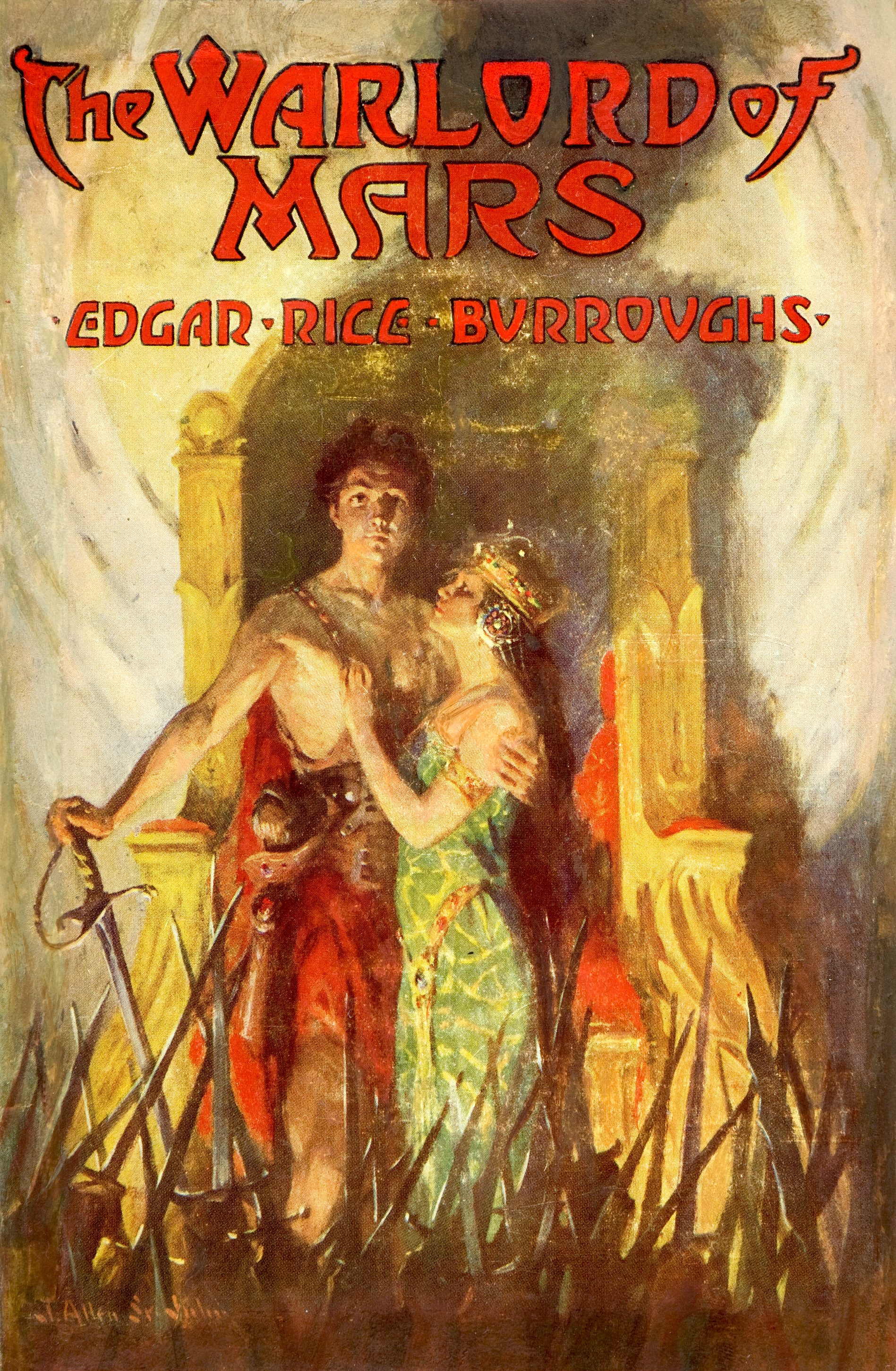
1919年『火星の大元帥カーター』

### 小説
- The Face in the Pool: A Faerie Tale（1905年）

### 表紙絵
- The Face in the Pool: A Faerie Tale（1905年）
- The Great Plan（1913年）
- The Beasts of Tarzan（1916年）
- The Son of Tarzan（1917年）
- Tarzan and the Jewels of Opar（1918年）
- Jungle Tales of Tarzan（1919年）
- The Warlord of Mars（1919年）
- Tarzan the Untamed（1920年）
- Tarzan the Terrible（1921年）
- The Mucker（1921年）
- At the Earth's Core（1922年）
- The Chessmen of Mars（1922年）
- Tarzan and the Golden Lion（1923年）
- Pellucidar（1923年）
- The Land That Time Forgot（1924年）
- Tarzan and the Ant Men（1924年）
- The Cave Girl（1925年）
- The Eternal Lover（1925年）
- The Moon Maid（1926年）
- The Mad King（1926年）
- The Eternal Lover（1927年）
- The Outlaw of Torn（1927年）
- The Master Mind of Mars（1928年）
- Tarzan, Lord of the Jungle（1928年）
- The Man Who Mastered Time（1929年）
- The Monster Men（1929年）
- The Warlord of Mars（1930年）
- Tarzan at the Earth's Core（1930年）
- Brigands of the Moon（1931年）
- Tarzan and the City of Gold（1933年）
- Pirates of Venus（1934年）
- Tarzan and the Lion Man（1934年）
- Tarzan and the Lion Man（1935年）
- The Warlord of Mars（1935年）
- Lost on Venus（1935年）
- Tarzan and the Leopard Men（1935年）
- Tarzan and the Lion Man（1936年）
- Swords of Mars（1936年）
- Tarzan's Quest（1936年）
- Tarzan and the Lion Man（1940年）
- Tarzan and the Lion Man（1948年）
- The Warlord of Mars（1951年）

### 雑誌表紙

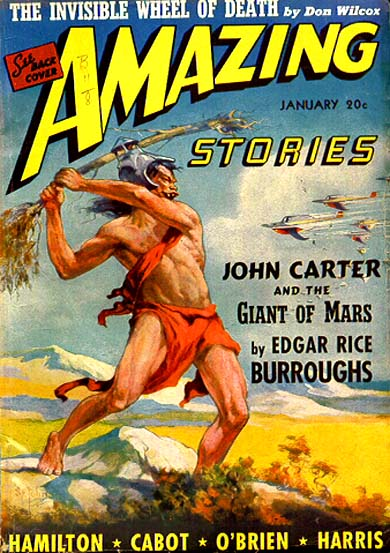
定期的に表紙絵を提供したSF雑誌『アメージング・ストーリーズ』（1941年1月）

- The Blue Book Magazine（1920年4月、1920年10月、1928年1月）
- Oriental Stories（1932-Winter）
- Weird Tales（1932年6月、1932年11月、1932年12月、1933年1月、1933年2月、1933年4月、1933年5月、1936年10月、1936年12月）
- The Magic Carpet Magazine（1933年7月）
- Fantastic Adventures（1940年10月、1941年3月、1941年7月、1941年11月、1942年3月、1942年7月、1942年10月、1944年10月、1944年4月、1945年10月、1946年11月）
- Amazing Stories（1941年1月、1941年3月、1941年4月、1941年5月、1941年6月、1941年8月、1941年10月、1942年7月、1942年12月、1943年1月、1943年2月、1944年3月、1949年1月）
- The Alchemist（1941年2月）
- Fate（1950年8月）
- Mystic Magazine（1953年11月）
- Other Worlds Science Stories（1955年11月）

## ギャラリー

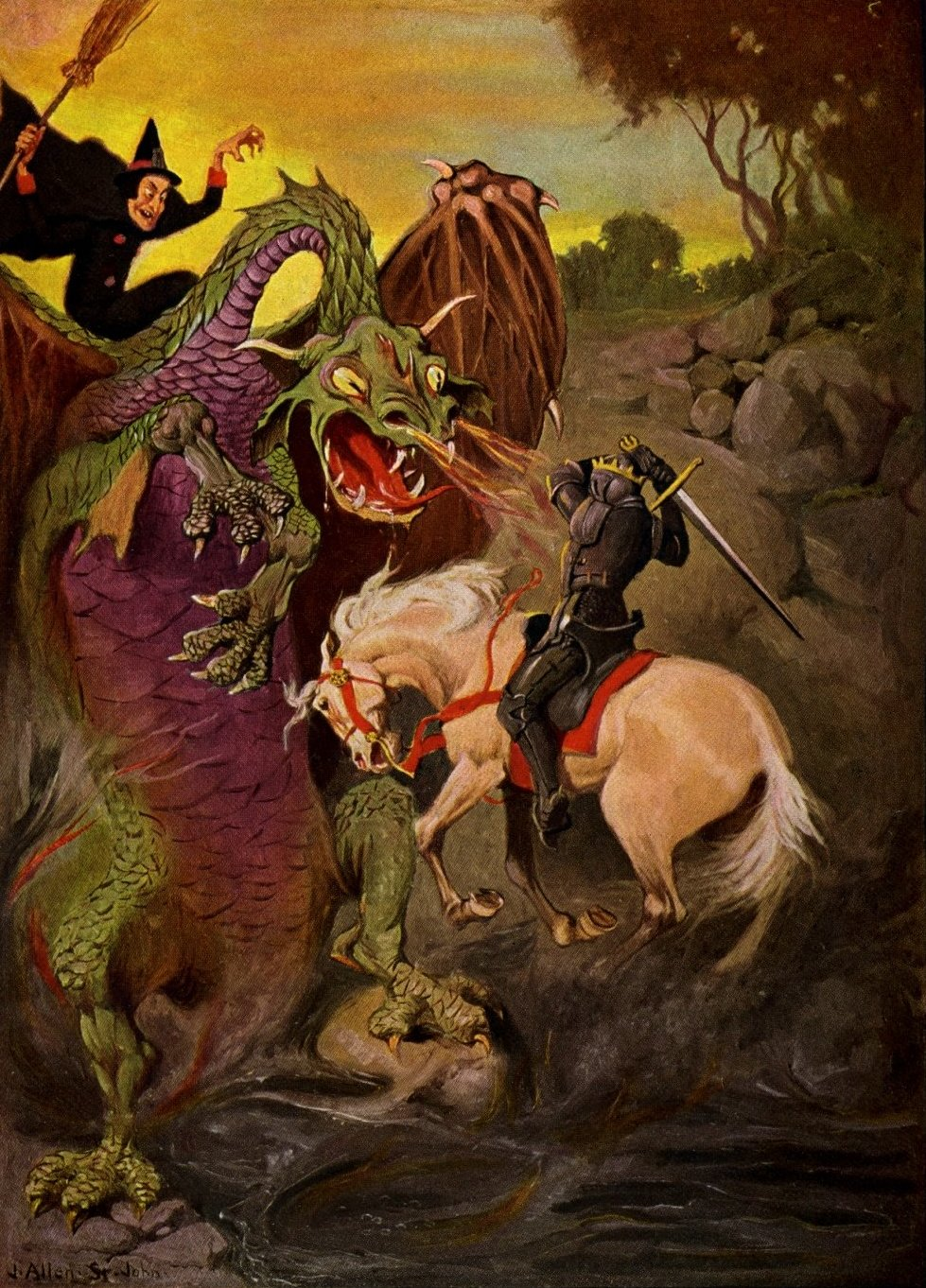
ジェームズ・アレン・セント＝ジョン著『プールの中の顔』1905年
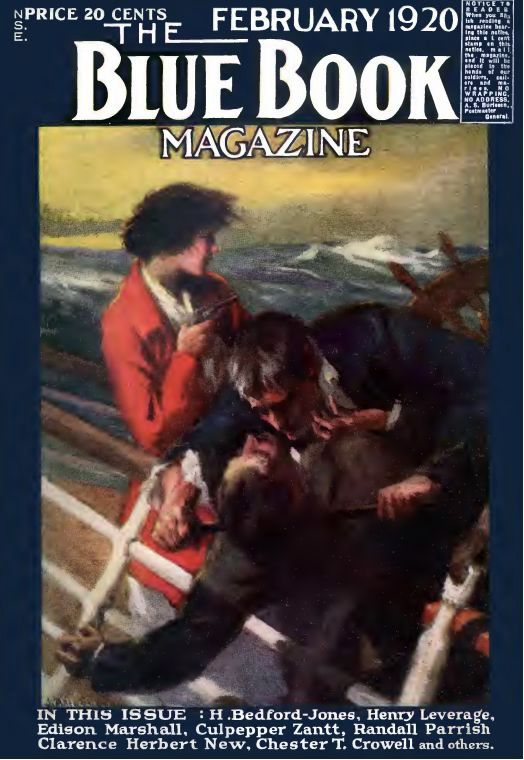
パルプ・マガジン『ブルー・ブック・マガジン（英語版）』1920年
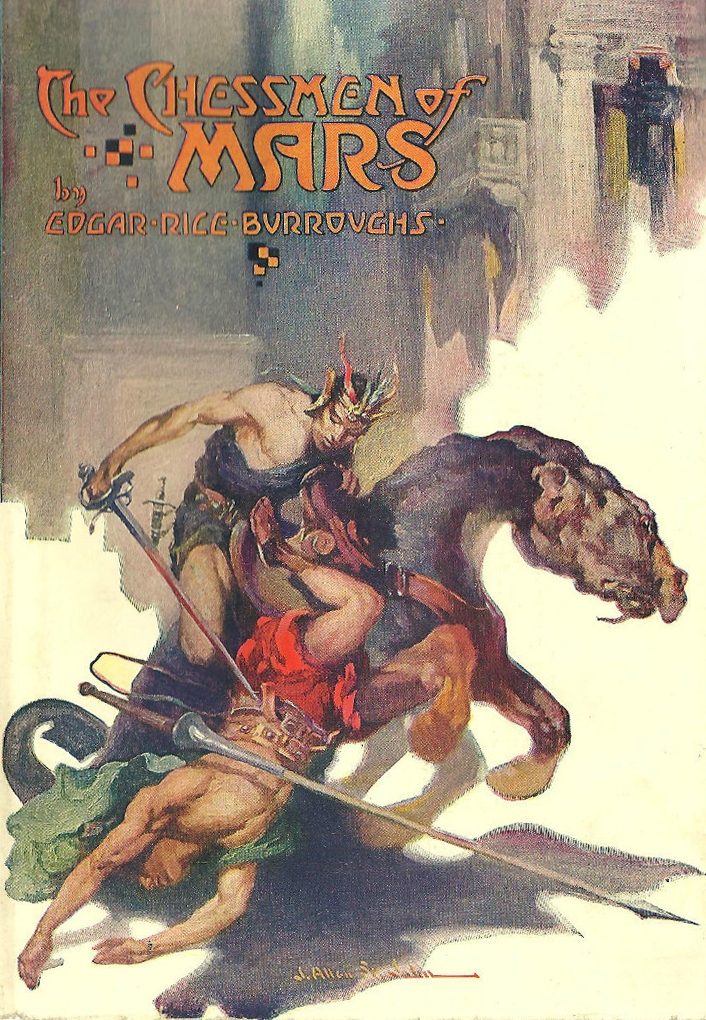
エドガー・ライス・バローズ著『火星のチェス人間（英語版）』1922年
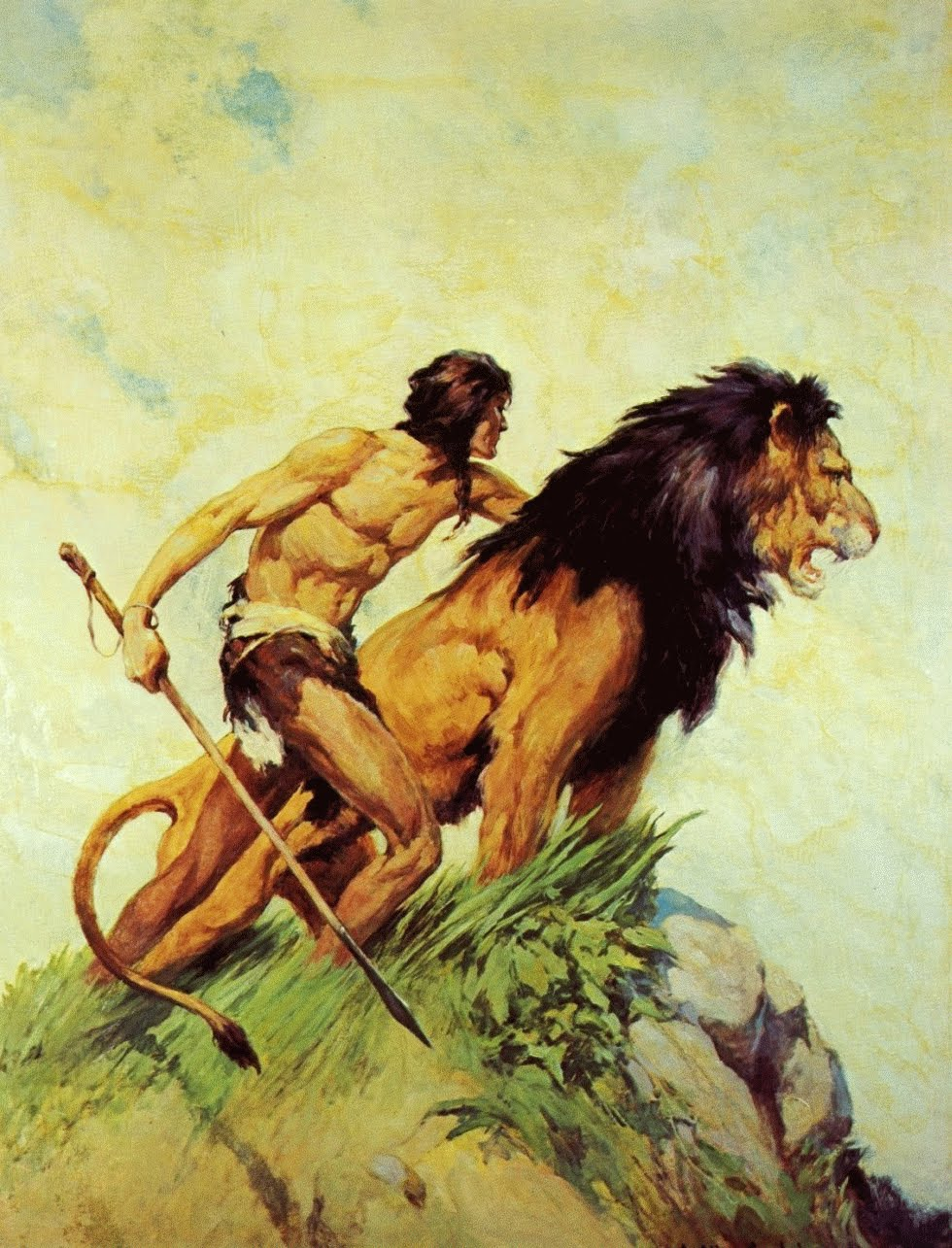
エドガー・ライス・バローズ著『ターザンと黄金の獅子（英語版）』1923年
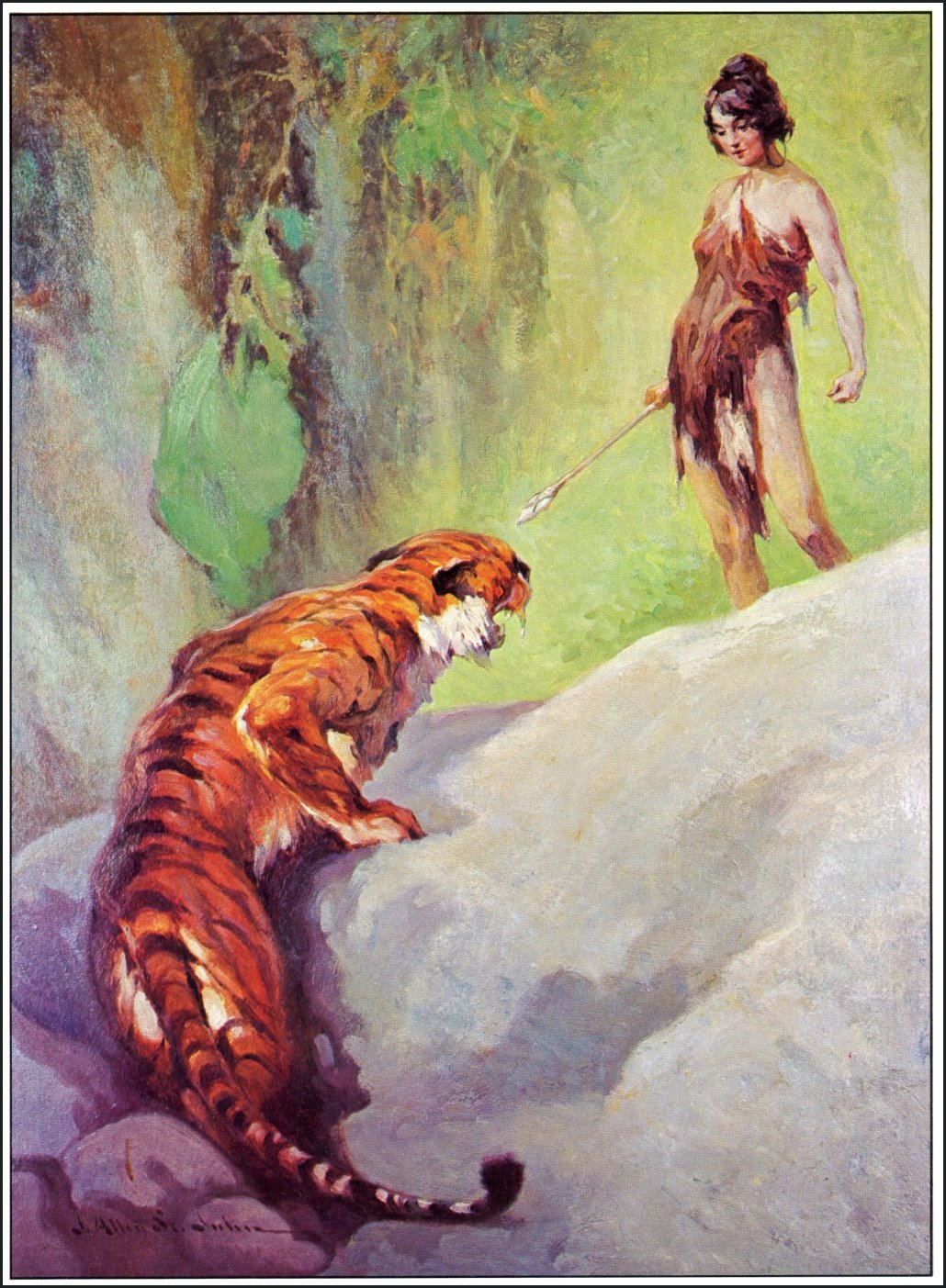
エドガー・ライス・バローズ著『危機のペルシダー（英語版）』1923年
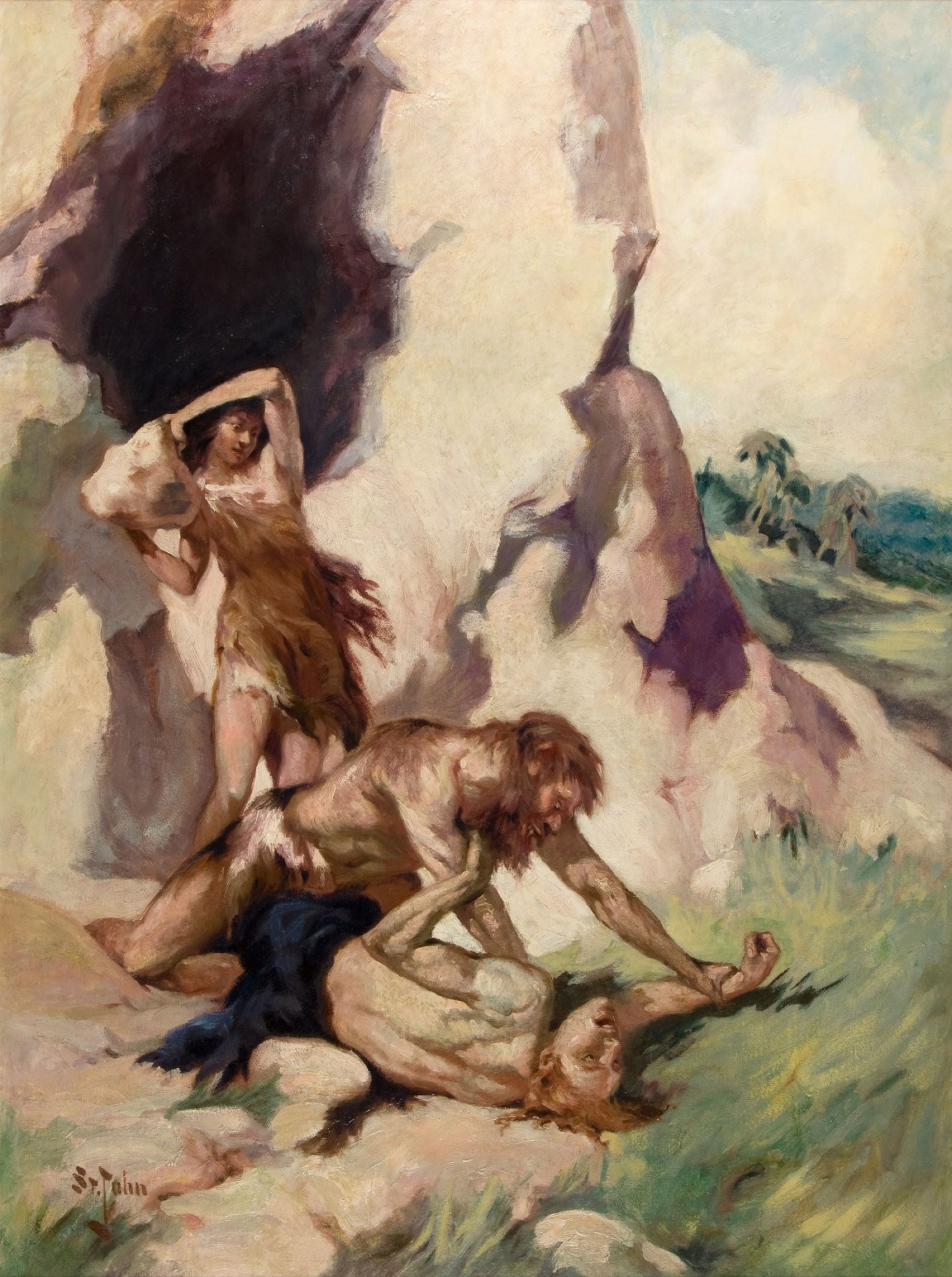
エドガー・ライス・バローズ著『石器時代へ行った男』1925年
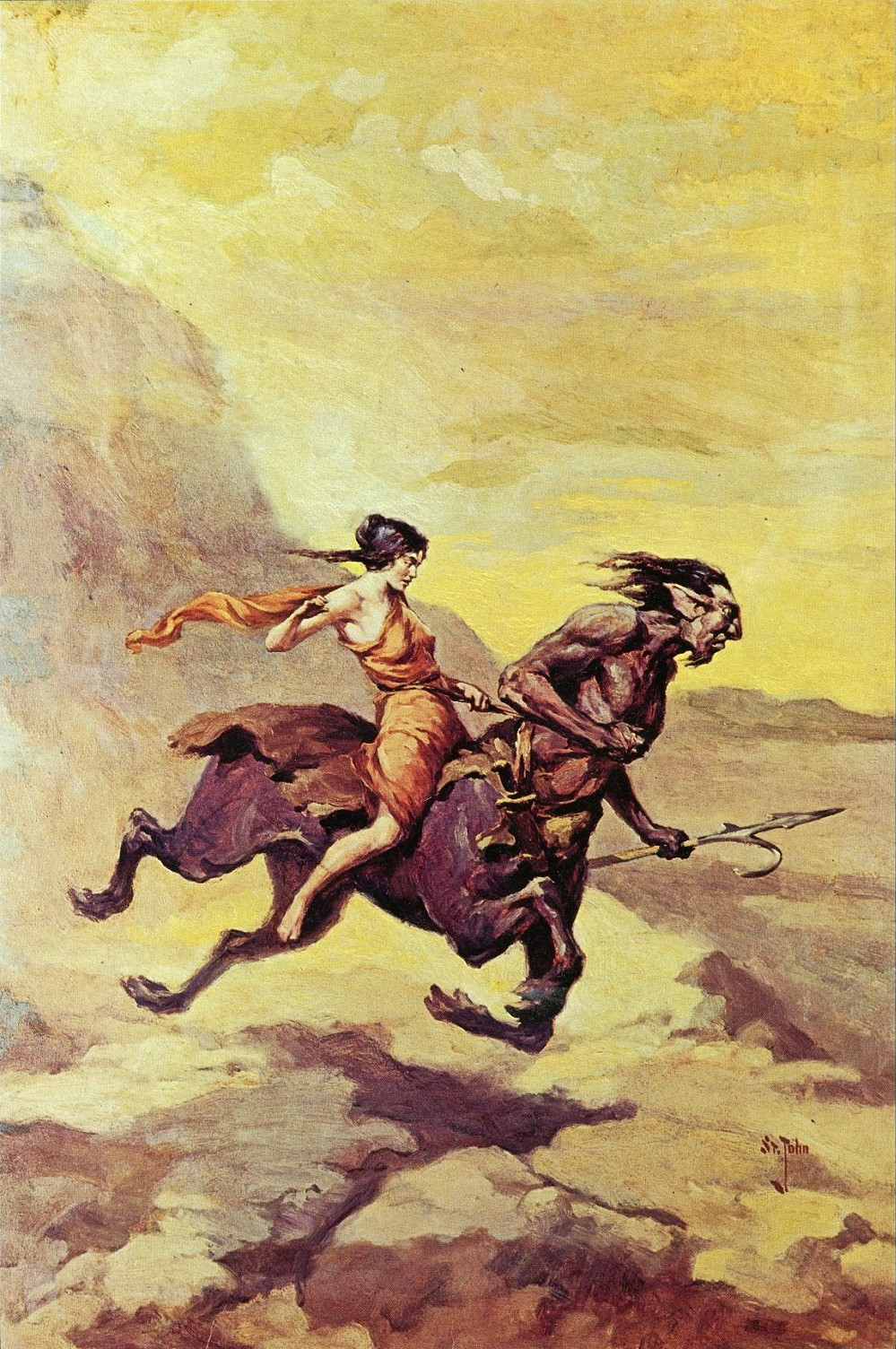
エドガー・ライス・バローズ著『月からの侵略』1926年
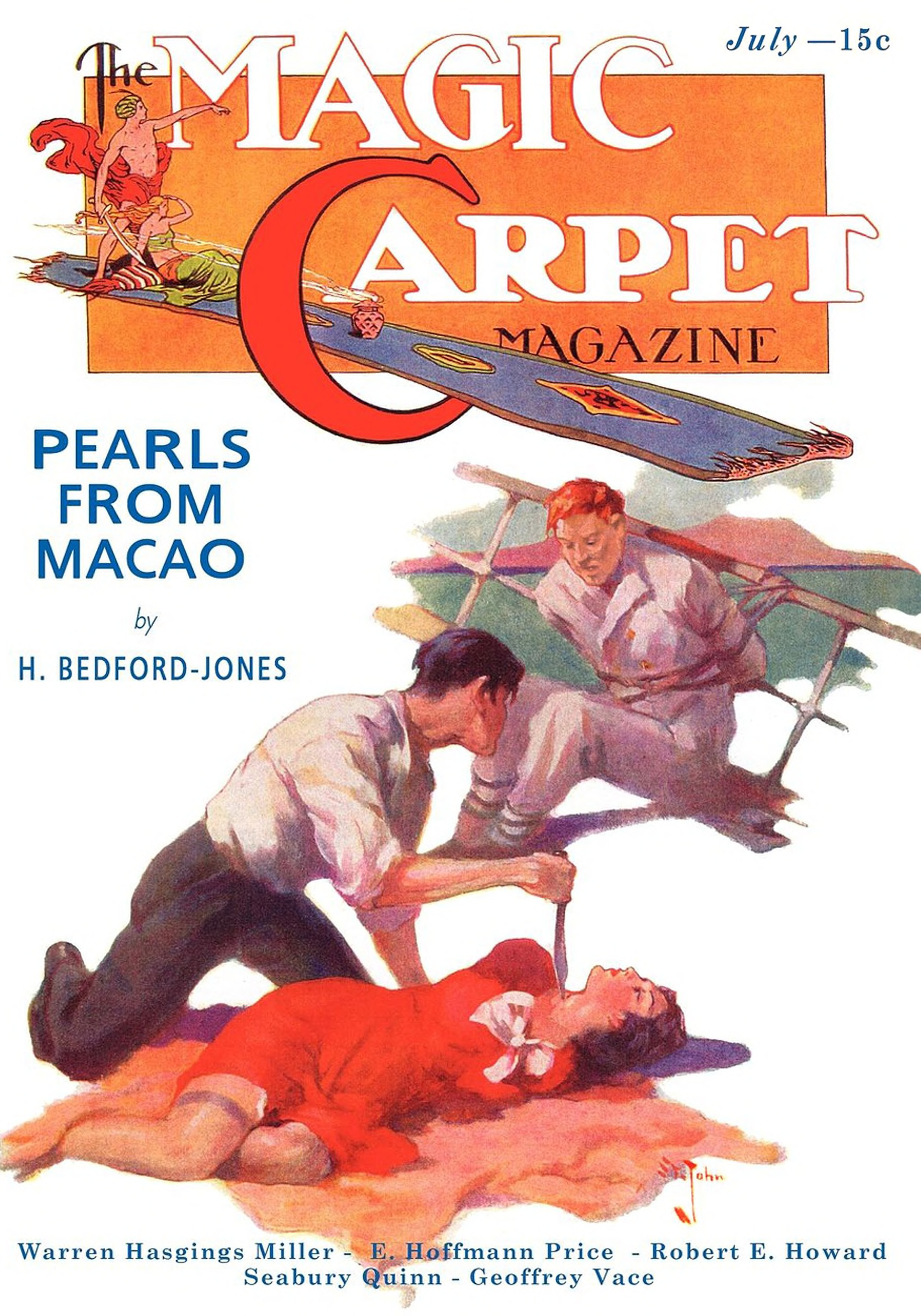
パルプ・マガジン『マジック・カーペット・マガジン（英語版）』1933年7月
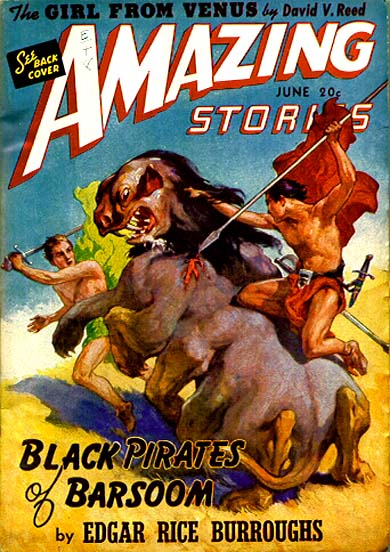
SF雑誌『アメージング・ストーリーズ』1941年6月
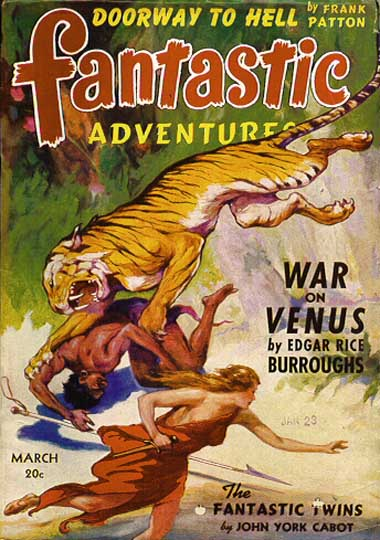
SF雑誌『ファンタスティック・アドベンチャーズ』1942年3月

## 関連書籍
- Raymond A. Palmer (1945), Lost Civilizations, Ziff-Davis Publishing Company
- J. David Spurlock (2005), Grand Master of Adventure: The Drawings of J. Allen St. John, Vanguard Productions, ISBN 978-1887591621
- Stephen Korshak; J. David Spurlock (2008), Paintings of J Allen St John: Grand Master of Fantasy, Vanguard Productions, ISBN 978-1887591881
- Dennis McHaney; Darrell C. Richardson (2008), High Adventure, Old Tiger Press